# 40 Leonis
40 Leonis, som är stjärnans Flamsteed-beteckning, är en ensam stjärna, belägen i den mellersta delen av stjärnbilden Lejonet. Den har en kombinerad skenbar magnitud av ca 4,80 och är svagt synlig för blotta ögat där ljusföroreningar ej förekommer. Baserat på parallaxmätning inom Hipparcosuppdraget på ca 46,8 mas, beräknas den befinna sig på ett avstånd på ca 70 ljusår (ca 21 parsek) från solen. Den rör sig bort från solen med en heliocentrisk radialhastighet på ca 6 km/s. Den har en relativt stor egenrörelse och rör sig över himlavalvet med en vinkelhastighet av 0,315 bågsekunder per år.

## Egenskaper
40 Leonis är en gul till vit underjättestjärna av spektralklass F6 IV-V, som anger att den visar egenskaper hos både en huvudseriestjärna och en mer utvecklad underjätte i dess spektrum. Den är en misstänkt Delta Scuti-variabel och visar ett förminskat innehåll av litium. Den har en massa som är ca 1,4 solmassor, en radie som är ca 1,7 solradier och utsänder från dess fotosfär ca 4,4 gånger mera energi än solen vid en effektiv temperatur av ca 6 500 K.
Röntgenstrålning med en styrka av (1,09 ± 0,38) × 1029 erg/s har observerats från stjärnans position, vilken kan komma från en oupptäckt kortperiodig följeslagare med låg massa. 40 Leonis har en följeslagare med  gemensam egenrörelse, NLTT 23781, med en vid vinkelseparation på 530 bågsekunder (1,453°), vilket motsvarar en fysisk separation av minst 110 000 AE (1,7 ljusår). Denna stjärna av magnitud 16,48 har spektralklass M5 och har hög ljusstyrka för sin typ, vilket kan betyda att den är dubbelstjärna.